# Krenelering
Krenelering er et brystværn på en borg eller en bymur, der har regelmæssige mellemrum som skydeskår. Krenelering er ofte lavet ved opførelsen af bygningen, men kan også tilføjes på fæstning, en herregård eller et slot. Kreneleringen har en beskyttet gang bagved, hvor forsvarerne kan færdes.